# Denée
 Denée  es una población y comuna francesa, en la región de Países del Loira, departamento de Maine y Loira, en el distrito de Angers y cantón de Chalonnes-sur-Loire.

## Demografía
| 789 | 845 | 931 | 1079 | 1235 | 1391 |
| Para los censos de 1962 a 1999 la población legal corresponde a la población sin duplicidades (Fuente: INSEE [Consultar]) |     |     |      |      |      |